# Cataractele Lotrului

Aici se află Cataractele Lotrului

Cataractele Lotrului sunt cataractele râului Lotru, și sunt amplasate pe Valea Lotrului. De asemenea, aici se află un pod cu același nume. Cataractele Lotrului sunt amplasate în Județul Vâlcea. Pe Valea Lotrului se poate ajunge de la Petroșani și de la Brezoi pe DN7A, dar și pe DN67C.